# Marija Leont'evna Bočkarëva
Marija Leont'evna Bočkarëva (in russo Мари́я Лео́нтьевна Бочкарёва?), nata Frolkova (Фролко́ва), soprannominata Jaška, (Governatorato di Novgorod, luglio 1889 – Krasnojarsk, 16 maggio 1920) è stata una militare russa, che ha combattuto nella prima guerra mondiale e costituì il Battaglione femminile della morte.

## Biografia
Di origine contadina, nacque nel Governatorato di Novgorod nel 1889 e crebbe a Tomsk, in Siberia, dove non frequentò nessuna scuola e lavorò sin da bambina. A quindici anni lasciò la famiglia e sposò Afanasij Bočkarëv, con il quale lavorò da operaia per una ditta che stendeva pavimentazioni d'asfalto. Oppressa dalla violenza del marito, lo abbandonò e andò a vivere con Jakov Buk. Gestì assieme a Buk una macelleria sino a quando nel 1912 Buk, già sospettato di rapina, fu arrestato per avere favorito un ricercato politico e inviato in esilio a Jakutsk e poi ad Amga. Marija Bočkarëva lo seguì nell'esilio ad Amga, dove fu vittima delle violenze del nuovo compagno, giocatore d’azzardo e alcolizzato.
Allo scoppio della prima guerra mondiale, nel 1914, abbandonò Buk e tornò a Tomsk. In novembre, riuscì ad ottenere l'arruolamento nel 25º Battaglione della Riserva dell'Esercito Imperiale Russo, per concessione dello Zar Nicola II.
I soldati inizialmente la trattarono beffardamente e la molestarono sessualmente, ma affrontando il combattimento e le privazioni della vita di trincea la Bočkarëva riuscì rapidamente a farsi accettare dalla comunità militare, e ad acquistare prestigio personale. Negli anni seguenti la Bočkarëva fu ferita più volte e decorata tre volte per il coraggio dimostrato. Almeno una volta uccise un soldato tedesco all'arma bianca, con la baionetta.
Dopo l'abdicazione dello Zar nel marzo del 1917, le fu affidato dal primo ministro Aleksandr Fëdorovič Kerenskij l'incarico di creare un'unità di combattimento interamente femminile, la prima del genere, detta “1º Battaglione russo femminile della morte”. Inizialmente chiesero di arruolarvisi circa duemila donne provenienti da tutti i ceti sociali, ma poi solo trecento ebbero la costanza di sottoporsi alla strettissima disciplina con cui l'unità veniva governata. Dopo un mese di addestramento intensivo, la Bočkarëva e la sua unità vennero inviate al fronte per partecipare all'offensiva del giugno 1917: l'unità fu coinvolta in una battaglia importante nei pressi della città di Smorgon' (Smarhon'), in Bielorussia.
Le donne diedero prova di capacità di combattimento, ma ciò accadde nel momento in cui l'Esercito Russo era in fase di smobilitazione spontanea a causa delle diserzioni dilaganti e dei fenomeni di fraternizzazione con il nemico. L'unità fu congedata in conseguenza della sempre maggiore ostilità delle truppe al fronte. La Bočkarëva rientrò a Pietrogrado, e lì ottenne dalle autorità bolsceviche il permesso di ritornare a stabilirsi nel paese di Tutalsk, presso Tomsk, dove risiedeva la sua famiglia. All'inizio del 1918 tornò a Pietrogrado. Secondo quanto essa stessa afferma nelle sue memorie, ciò avvenne a seguito della ricezione di un telegramma che la convocava a Pietrogrado, dove le fu affidata la missione di stabilire un contatto con il generale Lavr Kornilov, comandante di un reparto dell'Armata bianca nel Caucaso.
Di ritorno dal quartier generale di Kornilov, fu arrestata dai bolscevichi e condannata a morte, ma venne salvata in extremis da un suo commilitone del 1915, al quale aveva salvato la vita. Rimessa in libertà, raggiunse Vladivostok e da lì nell'aprile del 1918 partì sotto falsa identità per gli Stati Uniti d'America. Giunta a San Francisco, proseguì il suo viaggio raggiungendo New York e Washington, aiutata e protetta dalla ricca militante femminista Florence Harriman. Il 10 luglio 1918 fu ricevuta dal presidente Woodrow Wilson, al quale chiese di sostenere la formazione di un esercito popolare russo per la prosecuzione della guerra contro la Germania: pare che lo statista statunitense abbia accolto la Bočkarëva con emozione e che le abbia risposto con le lacrime agli occhi che avrebbe fatto il possibile.
Durante il soggiorno a New York, la Bočkarëva dettò le sue memorie, intitolate Yashka: My Life As Peasant, Exile, and Soldier a un giornalista emigrato dalla Russia nel 1911, Isaac Don Levine. Partita dagli Stati Uniti d'America, giunse nel Regno Unito dove fu ricevuta in udienza dal re Giorgio V. Il British War Office le diede i fondi necessari per tornare in Russia e, sbarcata ad Arcangelo nell'agosto del 1918, provò senza successo ad organizzare un'iniziativa militare. Nell'aprile del 1919 tornò a Tomsk e tentò la formazione di un'unità sanitaria femminile al seguito delle truppe dell'ammiraglio bianco Aleksandr Kolčak, ma ben presto fu nuovamente catturata dai bolscevichi.
Dopo diversi mesi di detenzione, sembra che il 15 maggio 1920 sia comparsa davanti al tribunale militare rivoluzionario presieduto da Pavlunovskij, uno degli assistenti principali di Feliks Dzeržinskij e delegato della Čeka in Siberia con pieni poteri, incaricato di “liquidare i resti della contro–rivoluzione di Kolchak”. Dopo un processo farsa, Marija Bočkarëva viene condannata a morte come “elemento rivoluzionario particolarmente accanito e incorreggibile”: tra le prove a suo carico usate contro di lei figura l'edizione statunitense di Yashka – My Life as Peasant, Officer and Exile, appena pubblicata. Secondo l'atto d'accusa il libro “fornisce la prova inconfutabile del costante impegno di Botchkareva a favore del generale Kornilov, una delle principali figure della contro–rivoluzione”. Il giorno dopo la sentenza viene eseguita; queste informazioni sono estratte dal fascicolo istruttorio prodotto contro Marija Bočkarëva in occasione del processo davanti al Tribunale Militare Speciale rivoluzionario per la Siberia, il 15 maggio 1920.